# 貝內登岬
64°46′S 62°42′W / 64.767°S 62.700°W
貝內登岬是南極洲的海岬，位於葛拉漢地西岸，是安沃爾灣入口處的北部，海拔高度700米，由比利時的極地探險隊發現，現時由南極條約體系管理。